# Gornja Slapnica
Gornja Slapnica falu Bosznia-Hercegovinában, a Bosznia-hercegovinai Föderáció Una-Szanai kantonjában. Közigazgatásilag Velika Kladušához tartozik.

## Fekvése
Bosznia-Hercegovina északnyugati részén, Bihácstól légvonalban 37, közúton 55 km-re északra, Velika Kladušától légvonalban 8, közúton 11 km-re délkeletre levő dombos, erdős vidéken, a Slapnica-patak völgyétől nyugatra fekszik.

## Népessége
| Nemzetiségi csoport | Népesség 1991 | Népesség 2013 |
| ------------------- | ------------- | ------------- |
| Szerb               | 2             | 0             |
| Bosnyák             | 810           | 461           |
| Horvát              | 0             | 2             |
| Jugoszláv           | 0             | 0             |
| Egyéb               | 2             | 110           |
| Összesen            | 814           | 573           |